# Trứng kiến

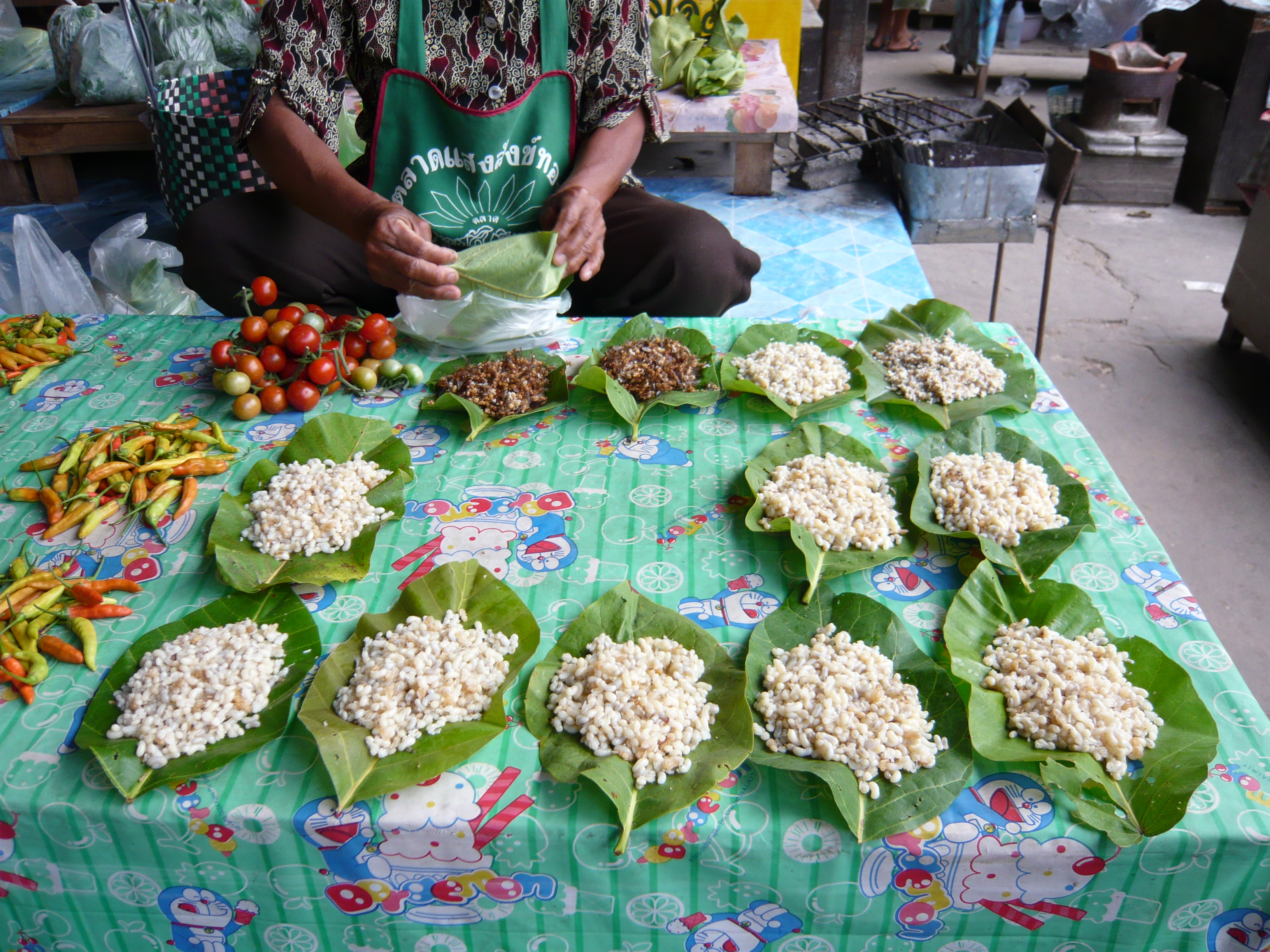
Gói lá ấu trùng ở Isaan

Trứng kiến (tiếng Thái: ไข่มดเเดง, RTGS: khai mot daeng) đề cập đến cả trứng và nhộng của loài kiến vàng (ở Thái Lan gọi là kiến đỏ) được ăn ở một số quốc gia trên khắp Đông Nam Á, đặc biệt là Lào, Việt Nam và vùng Đông Bắc Thái Lan (Isan). Chúng có hàm lượng protein cao và rất thích vì có vị chua và vị bùi khi ăn cùng với canh, trứng tráng và xà lách. Maeng mun là một loài kiến sống dưới lòng đất tương tự ăn trứng ở miền bắc Thái Lan.
Nuôi lấy trứng kiến đỏ được coi là một ngành kinh doanh hữu ích, chi phí thấp cho các cộng đồng dân cư nghèo. Nhiều tổ có thể được trồng trên một cây, chẳng hạn như xoài hoặc cọ, và chúng được cung cấp thức ăn bổ sung và nước đường cho đến khi thu hoạch trứng. Mùa sinh sản từ tháng 9 đến tháng 12 và từ tháng 1 đến tháng 4. Người nuôi có thể tiến hành thu thập trứng vào tháng 5 và tháng 6, nhưng phải cẩn thận để không làm hỏng phần còn lại của tổ hoặc giết bất kỳ con kiến nào còn sót lại.